# Captura accessòria de cetacis

Grup de dofins de Fraser

La captura accessòria de cetacis és la captura accidental de cetacis com ara dofins, marsopes i balenes pels pescadors. Es pot produir quan un cetaci és atrapat per una xarxa, una llinya, un ham o una xarxa d'arrossegament. La freqüència i la intensitat de la captura accessòria de cetacis continuen augmentant. És probable que aquesta tendència es mantingui pel creixement de les poblacions humanes i la demanda d'aliments d'origen marí, així com la industrialització de la pesca i la seva expansió a noves àrees. Els pescadors entren en contacte directe i indirecte amb els cetacis. El contacte indirecte inclou la reducció dels estocs de peixos dels quals s'alimenten els cetacis. En algunes parts del món, els cetacis que es capturen de manera accidental es conserven com a aliment o com a esquer.